# Медресе Джуйбарча
Медресе Джуйбарча — медресе, которое находилось в Бухаре и не сохранилось до наших дней. Медресе Джойборчи было построено в XVIII веке в Джойбори ханакахи гузари дочерью Мухаммеда Эльбарсхана во время правления Эмира Шахмурада, правившего в Бухарском эмирате. Ученый-исследователь Абдусаттор Джуманазаров изучил ряд вакфных документов, относящихся к этому медресе, и собрал информацию, об этом медресе. В вакфных документах говорится, что медресе представляло собой высокое здание из сырцового кирпича с куполом и аркой, состоящее из двадцати камер с высоким крыльцом и каменным бассейном рядом с ним. К западу и северу от медресе находились дворы, к востоку-квартал, а с другой стороны-захоронение владельца медресе. Для этого медресе было пожертвовано все имущество жителей деревни Асфиджандик в Харканруде и деревни Мудин в провинции Насаф. Имуществу вакфа покровительствовал сам Вакиф. Позже эту задачу выполнял его сын Мухаммад Каландарходжа, а затем его потомки. Сохранился ряд других вакфных документов, относящихся к медресе Джойборча, в которых упоминаются мударрисы мулла Абдукаюм и мулла Бабаджан. Их зарплата составляла 67 золотых. Садри Зия писал, что в этом медресе было 23 кельи. Самовиддин Гусенов и Ирода Раджабова назвали это медресе медресе «Ойпошо Биби» и писали, что оно состоит из 21 кельи. Это медресе было построено в стиле среднеазиатской архитектуры, из прочного кирпича, дерева, камня и ганча.